# Огледало (часопис)
Огледало : гимназијски магазин је школски часопис који је Гимназија у Лебану објављивала од 2008. до 2012. године. Објављено је пет бројева, а двоброј 5/6 изашао је 2012. године у част јубилеја Гимназије. У часопису су објављени текстови садашњих и бивших ученика Гимназије, завичајних ствараоца и личности из јавног живота.

## О часопису
Огледало је часопис који је настао као последица тежње ученика и професора Гимназије, заједно са њиховим тадашњим директором Зораном Младеновић, да афирмишу Гимназију и покажу шта и како раде. Године 2012. објављен је последњи број часописа, а садржи радове са престижних светских и домаћих универзитета. Часопис је допринео афирмацији ученика и промовисању њихових резултата широм Србије. Садржину часописа чине радови ученика и професора Гимназије из разних области знања. Часопис је омогућио развијање креативности, стицање нових знања и размену искустава, а уједно и свим ауторима који стварају на територији Србије и шире да објаве своје стваралаштво.

### Награда
Часопис је награђен у категорији најбољег средњошколског часописа у Србији од стране Министарства просвете и Друштва за српски језик и књижевност.

### Историјат
Часопис је излазио једном годишње у периоду од 2008—2012. године, као годишњак. Први број изашао је јуна 2008. године. Последњи број је објављен 2012. године као двоброј поводом школског јубилеја. Гимназија је објавила укупно пет магазина са двобројем 5/6.

### Периодичност излажења
Часопис је излазио једном годишње.

## Аутори прилога

### Завичајни ствараоци
- Зоран Младеновић, писац и професор филозофије
- Милорад Митковић, ортопедски хирург, академик и професор хирургије
- Радмила Жугић, научни саветник Института за српски језик САНУ
- Јован Пејчић, српски критичар, историчар књижевности, есејист и антологичар
- Соња Атанасијевић, књижевница
- Жарко Танкосић, доктор антропологије
- Бојан Марковић, доктор фармације
- Бора Тошић, професор књижевности и песник
- Драган Радовић, писац и књижевни критичар

### Личности из јавног живота
- Гордана Чомић, дипломирани физичар
- Бојана Маљевић, глумица
- Јелица Грегановић, писац и новинар
- Ана Радмиловић, писац и новинар
- Саша Стојановић, писац

## Уредништво
- Зоран Б. Младеновић, директор
- Владимир Мичић, главни уредник првог и другог броја
- Светлана Цветковић, главни уредник трећег броја
- Душан Благојевић, главни уредник четвртог броја и двоброја (5/6)

## Теме

### Друштвене науке
- Књижевност, уметност, филозофија
- Језик
- Историја и археологија
- Социологија

## Оснивач
Гимназија Лебане, Цара Душана 78, Лебане.

## Издавач
Литерарна секција.

## Формат, обим и тираж
Магазин је штампан у формату 21x29,5 cm. Обим првог магазина је 61страница, другог магазина 53 странице, трећег магазина 62 странице, четвртог магазина 127 страница и петог двоброја 248 страница. Тираж магазина Огледало био је 500.

## Редакција
Гроздана Стојановић, Владимир Мичић, Светлана Цветковић, Наташа Николић, Стефан Милосављевић, Милош М. Стевановић, Душан Благојевић, Наталија Тошић, Душан Т. Стевановић, Јована Илић, Јелена Илић, Јована Коцић, Ивана Крстић, Саша Милановић, Александра Величковић и Младен Младеновић.

## Писмо
Ћирилично.

## Лектура/коректура
Владимир Мичић, Стефан Милосављевић

## Дизајн и прелом за штампу
Милош Стевановић, Братислав Пауновић, Никола Јанковић, Марко Стевановић, Миодраг Крстић и Стефан Милосављевић.

## Насловна страна
Никола Стошић и Елида Станојевић

## Илустрације
Ликовна секција Гимназије у Лебану, Сања Јанковић и Кристина Ђорђевић.

## Штампарија
Графоколор, Лебане

## Преглед објављених бројева
1. Год. 1, бр. 1 (2008)
2. Год. 2, бр. 2 (2009)
3. Год. 3, бр. 3 (2010)
4. Год. 4, бр. 4 (2011)
5. Год. 5, бр. 5-6 (2012)